# Pawel Sergejewitsch Alexandrow

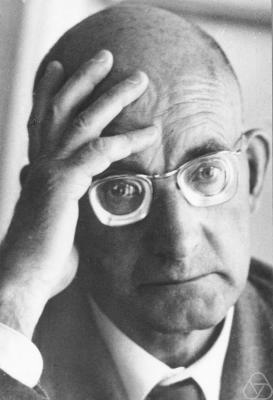
Pawel Sergejewitsch Alexandrow

Pawel Sergejewitsch Alexandrow (russisch Па́вел Серге́евич Алекса́ндров, englisch Alexandrov, deutsch auch Paul Alexandroff; * 25. Apriljul. / 7. Mai 1896greg. in Bogorodsk; † 16. November 1982 in Moskau) war ein sowjetischer Mathematiker, der sich hauptsächlich mit Topologie befasste.

## Leben
Alexandrow studierte an der Lomonossow-Universität Moskau bei Dmitri Jegorow (1869–1931) und Nikolai Lusin (1883–1950), dem Kopf einer großen Schule der reellen Analysis. Alexandrow bestimmte in Antwort einer Frage von Lusin 1915 die Kardinalität von Borel-Mengen (womit er das Kontinuumsproblem für diese Mengen löste) und leistete wesentliche Beiträge zur in der Lusin-Schule entwickelten deskriptiven Mengenlehre (Einführung der Operation A, von Michail Jakowlewitsch Suslin nach Alexandrov benannt). Bald darauf wandte sich Alexandrow dem Theater zu und verkehrte in Künstlerkreisen (nach Andrei Kolmogorow aus Enttäuschung darüber, dass er die Kontinuumshypothese, auf die ihn Lusin angesetzt hatte, nicht allgemein beweisen konnte; sie ist, wie Paul Cohen später fand, prinzipiell nicht aus den Zermelo-Fraenkel-Axiomen beweisbar). Alexandrow kehrte erst 1920 wieder an die Universität zurück.
Zusammen mit seinem Freund Pawel Urysohn (1898–1924), ebenfalls ein Pionier der Topologie, war er 1923/24 an der Universität Göttingen, wo er unter anderem bei Emmy Noether, David Hilbert und Richard Courant studierte bzw. mit ihnen arbeitete. Nach dem tödlichen Badeunfall seines Freundes Urysohn an der französischen Atlantikküste 1924 gab er dessen Werke heraus. Nach seiner Promotion 1927 war er mit Heinz Hopf, mit dem er schon in Göttingen eng zusammenarbeitete, bis 1928 an der Princeton University. Ab 1929 war er Professor an der Lomonossow-Universität in Moskau und am dortigen Steklow-Institut.

## Werk
Alexandrow arbeitete zunächst in allgemeiner Topologie und Mengenlehre, ist aber vor allem als Pionier der algebraischen Topologie bekannt, wobei er wichtige Anregungen für eine abstrakte gruppentheoretische Behandlung von Emmy Noether empfing. Mit Heinz Hopf schrieb er 1935 das Buch „Topologie“, eines der ersten Lehrbücher über dieses Gebiet. Die Einpunktkompaktifizierung eines lokalkompakten Raumes wird nach ihm auch Alexandrow-Kompaktifizierung des Raumes genannt.
1915 bewies er: Jede überabzählbare Borelmenge enthält eine nicht-leere perfekte Untermenge und ist damit von der Mächtigkeit des Kontinuums.
1936 war Alexandrow einer der Gruppe junger Mathematiker, die eine Kampagne gegen Lusin führten (Lusin-Affäre), seinen ehemaligen Lehrer (siehe Artikel Nikolai Lusin). Als Lusin später gegen die Aufnahme von Alexandrow in die Akademie der Wissenschaften stimmte, ohrfeigte ihn Alexandrows Freund und Akademie-Mitglied Kolmogorow, was zu einem Skandal in der Akademie der Wissenschaften führte, der seine Kreise bis zu Stalin zog.
Zu seinen Schülern zählen Alexander Kurosch, Lew Pontrjagin und Andrei Tichonow.

## Privates
Alexandrow war seit 1929 und bis zu seinem Tod ein enger Freund von Andrei Kolmogorow, mit dem er zusammen lebte. Beide kauften sich 1935 ein Haus bei Moskau, in dem sie auch viele ausländische Mathematiker empfingen. Nach Jean-Michel Kantor und Loren Graham war Alexandrow homosexuell und hatte schon vor seiner Beziehung zu Kolmogorow eine Beziehung mit Pawel Urysohn. Beide lernten sich 1921 bei einem Beethoven-Konzert im Bolschoi-Theater näher kennen, am Vorabend von Alexandrows Hochzeit, dessen Ehe dann auch nicht lange hielt.
Er besaß durchaus Sinn für Humor, wie folgende Erinnerung von Kurt Reidemeister nach seinem Besuch der Euler-Feier der Deutschen Akademie der Wissenschaften zu Berlin am 21. März 1957 zeugt:

„Der zweite Festredner war der Leiter der Delegation der Akademie der Wissenschaften der
UdSSR, Professor Alexandroff aus Moskau – der übrigens als junger Dozent
mehrere Jahre in Göttingen verbracht hat und im persönlichen Gespräch jener
unbeschwerten Tage mit Wärme gedachte. Um Euler zu charakterisieren,
knüpfte Alexandroff an das Zusammenspiel von Können und Verstehen an und
erläuterte dies an einem Wortwitz von Medizinern über Mediziner. Die Chirurgen,
so heißt es da, verstehen wenig, aber können viel; die inneren Mediziner
verstehen viel, aber können wenig und die Psychiater verstehen alles, aber können
nichts. Im Sinn dieser Dreiteilung, fuhr er dann vor der nun durchaus erheiterten
Festversammlung fort, war Euler ein Chirurg. Euler war ein Könner,
genauer, ein genialer Rechner sowohl am Material der Zahlen wie auch am Material der
Formeln.“

## Ehrungen und Mitgliedschaften
1928 wurde er zum korrespondierenden Mitglied der Göttinger Akademie der Wissenschaften gewählt.  Seit 1946 war er Mitglied der American Philosophical Society und seit 1947 der National Academy of Sciences, 1929 wurde er korrespondierendes und 1953 volles Mitglied der Sowjetische Akademie der Wissenschaften, im Jahr 1950  wurde er korrespondierendes Mitglied der Deutschen Akademie der Wissenschaften zu Berlin und 1959 Mitglied der Leopoldina. Im Jahr 1969 erhielt er die Cothenius-Medaille der Leopoldina. Alexandrow war von 1932 bis 1964 Präsident der Moskauer Mathematischen Gesellschaft. Er war Mitglied der Österreichischen Akademie der Wissenschaften, der Polnischen Akademie der Wissenschaften, der Königlich Niederländischen Akademie der Wissenschaften und der London Mathematical Society.
Alexandrow erhielt den Ehrenzeichen der Sowjetunion (1940), den Stalinpreis (1943), den Orden des Roten Banners der Arbeit (1945), den Leninorden (1946, 1954, 1961, 1966, 1969, 1975), den Orden Held der sozialistischen Arbeit (1969) und den Orden der Oktoberrevolution (1980).
1954 hielt er einen Plenarvortrag auf dem Internationalen Mathematikerkongress in Amsterdam (Aus der mengentheoretischen Topologie der letzten zwanzig Jahre).
2001 wurde der Asteroid (16810) Pavelaleksandrov nach ihm benannt.

## Werke
- Einführung in die Gruppentheorie. 11. Auflage. Harri Deutsch, 2001.
- Lehrbuch der Mengenlehre. 7. Auflage. Harri Deutsch, 2001.
- Abschnitt Einfachste Grundbegriffe der Topologie in David Hilbert, Stephan Cohn-Vossen: Anschauliche Geometrie. 2. Auflage. Springer Verlag, 1996.
- Herausgeber und Mitautor Enzyklopädie der Elementarmathematik, 4 Bde., Deutscher Verlag der Wissenschaften, Berlin (Ost), 1977–1980
- Herausgeber und Mitautor; Hannelore Bernhardt, Walter Purkert (Red. der deutschen Ausgabe): Die Hilbertschen Probleme, Verlag Harri Deutsch (Ostwalds Klassiker Bd. 252) 1998, zuerst 1971
- mit Heinz Hopf Topologie, Bd. 1, Springer, 1935, neu 1974